# Holbrook (Nebraska)
Holbrook é uma vila localizada no estado americano de Nebraska, no Condado de Furnas.

## Demografia
Segundo o censo americano de 2000, a sua população era de 225 habitantes.
Em 2006, foi estimada uma população de 216, um decréscimo de 9 (-4.0%).

## Geografia
De acordo com o United States Census Bureau, a localidade tem uma área de 0,5 km², sem área coberta por água. Holbrook localiza-se a aproximadamente 674 m acima do nível do mar.

## Localidades na vizinhança
O diagrama seguinte representa as localidades num raio de 24 km ao redor de Holbrook.